# Sjors Lugthart
Sjors Lugthart (født 22. juni 2005 i Wateringen) er en cykelrytter fra Holland, der kører for Team Visma | Lease a Bike Development.
I 2022 blev Lugthart hollandsk juniormester i enkeltstart. I april 2023 offentliggjorde World Tour-holdet Team Jumbo-Visma, at de fra 2024 havde tilknyttet rytteren til deres udviklingshold, Jumbo-Visma Development Team, på en toårig kontrakt.